# Economía de Chipre del Norte
La economía de Chipre del Norte está dominada por el sector de servicios (69% del PIB en 2007), que incluye el sector público, el comercio, el turismo y la educación. La industria (fabricación ligera) aporta el 22% del PIB y la agricultura el 9%. La economía de Chipre del Norte opera en una base de libre mercado, con una porción significativa de los costos de administración financiados por Turquía . El norte de Chipre utiliza la lira turca como moneda, lo que vincula su situación económica con la economía de Turquía.
A partir de 2014, el PIB per cápita del norte de Chipre fue de $ 15,109, y el PIB fue de $ 4,039 mil millones. La economía creció un 4.9% en 2014 y un 2.8% en 2013, lo que significa que el norte de Chipre está creciendo más rápido que la República de Chipre. El norte de Chipre ha experimentado un crecimiento económico y una disminución del desempleo durante la década de 2010; la tasa de desempleo en 2015 fue del 7,4%, por debajo del 8,3% en 2014. La tasa de inflación en junio de 2015 fue del 3,18%.

## Embargo
Debido a su estatus internacional y al embargo de sus puertos, el TRNC depende en gran medida del apoyo militar y económico de Turquía. Todas las exportaciones e importaciones de TRNC deben realizarse a través de Turquía, a menos que se produzcan localmente, a partir de materiales procedentes de la zona (o importados a través de uno de los puertos reconocidos de la isla) cuando puedan exportarse a través de uno de los puertos legales.
El problema continuo de Chipre afecta negativamente el desarrollo económico de la TRNC. Chipre, como autoridad reconocida internacionalmente, ha declarado cerrados los aeropuertos y puertos de la zona que no están bajo su control efectivo. Todos los países miembros de la ONU y la UE respetan el cierre de esos puertos y aeropuertos de acuerdo con la declaración de la República de Chipre. La comunidad turca argumenta que la República de Chipre ha utilizado su posición internacional para perjudicar las relaciones económicas entre TRNC y el resto del mundo.
Existen programas de cooperación financiera y económica de tres años entre Turquía y el norte de Chipre. En 2013, Turquía transfirió 430 millones de liras turcas al presupuesto turcochipriota, que comprende el 5,7% del PNB y una séptima parte del presupuesto estatal. La ayuda de Turquía disminuyó del 7,1% del presupuesto en 2004. Además, en 2013 se registró un déficit presupuestario del 7,2% del PNB, y se obtuvo un crédito del 6,6% del PNB de Turquía. Entre 2004 y 2013, el norte de Chipre constantemente tuvo un déficit presupuestario, alcanzando un máximo del 14.0% del PNB en 2009. Esto provocó préstamos constantes de Turquía, alcanzando un máximo del 12.2% del PNB en 2009. En diciembre de 2014, el norte de Chipre tenía una deuda total de 23 millones de liras turcas, de las cuales 7,5 millones eran de deuda externa con Turquía. Esto ascendió a 1,5 veces el PIB.

## Crecimiento económico

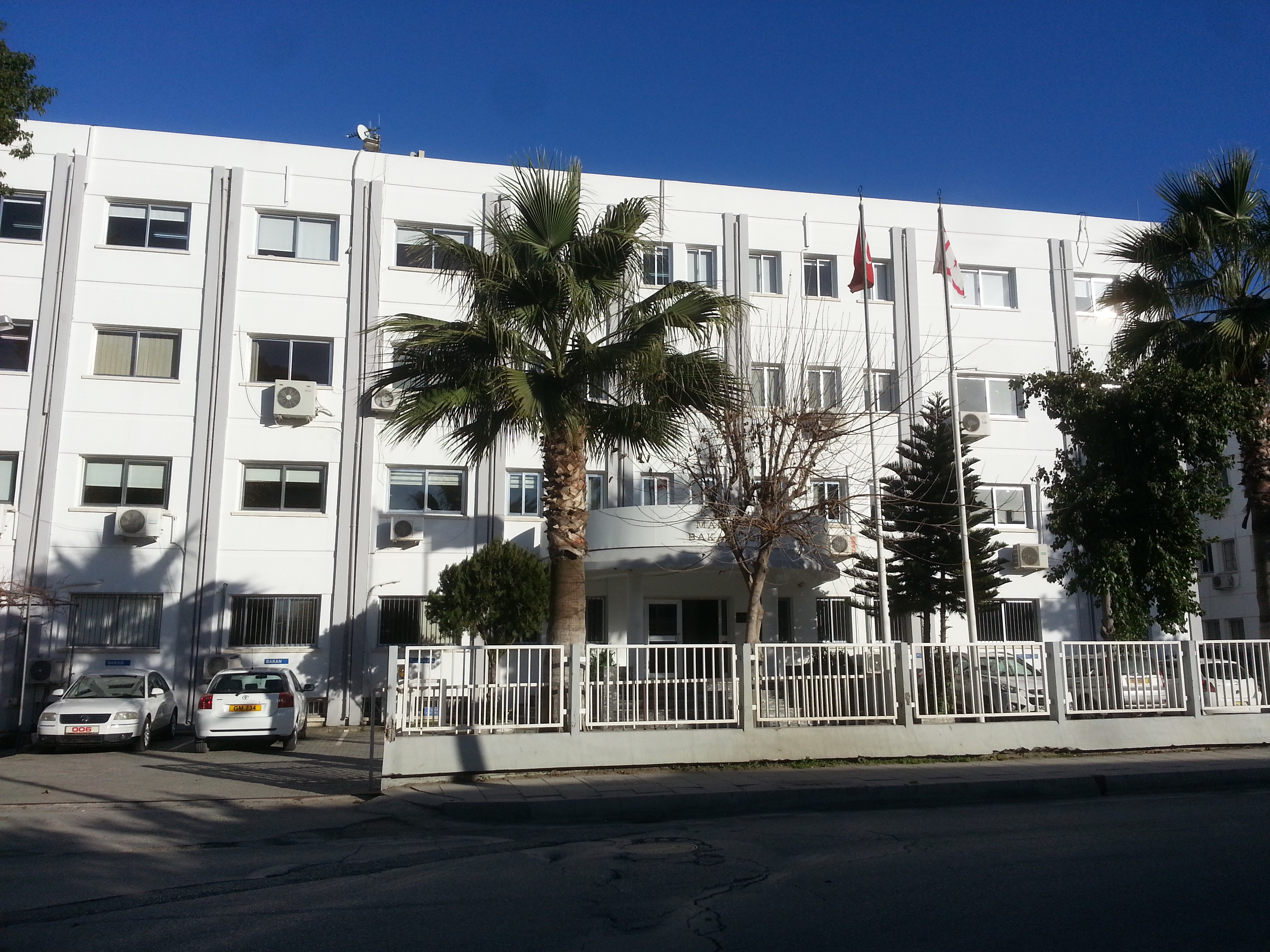
Ministerio de Finanzas

A pesar de las limitaciones impuestas por la falta de reconocimiento internacional, la economía de TRNC tuvo un desempeño impresionante. Las tasas nominales de crecimiento del PIB de la economía TRNC en 2001-2005 fueron 5.4%, 6.9%, 11.4%, 15.4% y 10.6%, respectivamente. La tasa de crecimiento del PIB real en 2007 se estima en 2%. Este crecimiento ha sido impulsado por la relativa estabilidad de la lira turca y un auge en los sectores de educación y construcción.
El crecimiento se vio impulsado aún más por la llegada de compradores de viviendas del norte de Europa, que invirtieron en villas vacacionales. Más de 10.000 británicos, incluidos expatriados, compraron villas de vacaciones para vivir permanentemente o para visitar durante los meses de verano. Estos colonos generaron más de $ 1 mil millones entre 2003 y 2007.
Entre 2002 y 2007, el producto nacional bruto per cápita se triplicó (en dólares estadounidenses actuales):
- $4,409 (2002)
- $5,949 (2003)
- $8.095 (2004)
- $10,567 (2005)
- $11,837 (2006)
- $14.047 (2007, provisional)

Los estudios realizados por el Banco Mundial muestran que el PIB per cápita en TRNC creció al 76% del PIB per cápita en la República de Chipre en términos ajustados por PPP en 2004 ($ 22.300 para la República de Chipre y $ 16.900 para el TRNC). Las estimaciones oficiales del PIB per cápita en dólares estadounidenses actuales son de $ 8.095 en 2004 y de $ 11.837 en 2006.

## Desarrollo

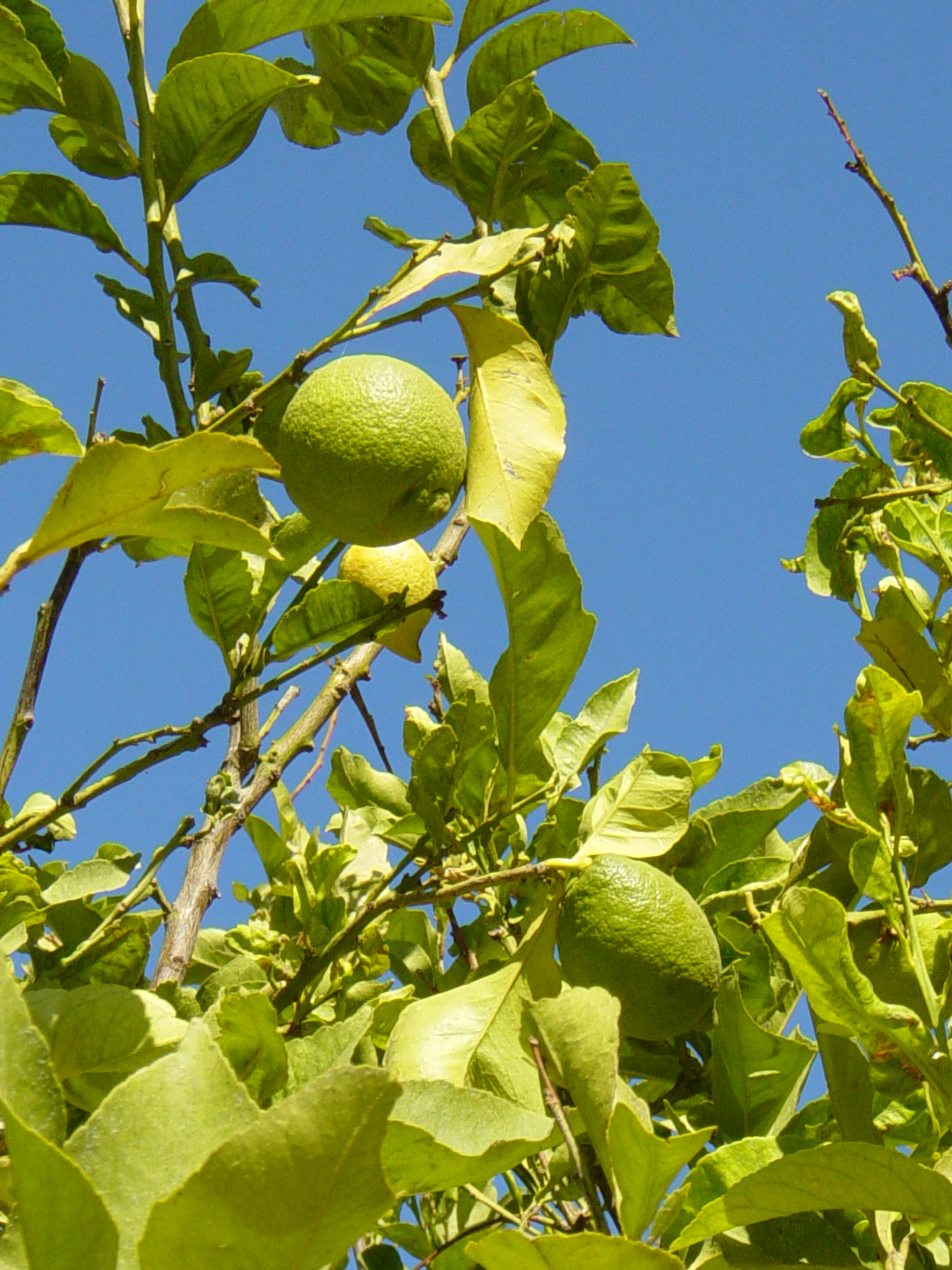
Limones en el norte de Chipre. El cítrico es el bien que más exporta el norte de Chipre.

Aunque la economía TRNC se ha desarrollado en los últimos años, todavía depende de las transferencias monetarias del gobierno turco. Según un acuerdo de julio de 2006, Ankara proporcionará al norte de Chipre una ayuda económica por un monto de $ 1.3 mil millones durante tres años (2006–2008). Esta es una continuación de la política en curso según la cual el gobierno turco asigna alrededor de $ 400 millones anuales de su presupuesto para ayudar a elevar el nivel de vida de los turcochipriotas.

### Turismo

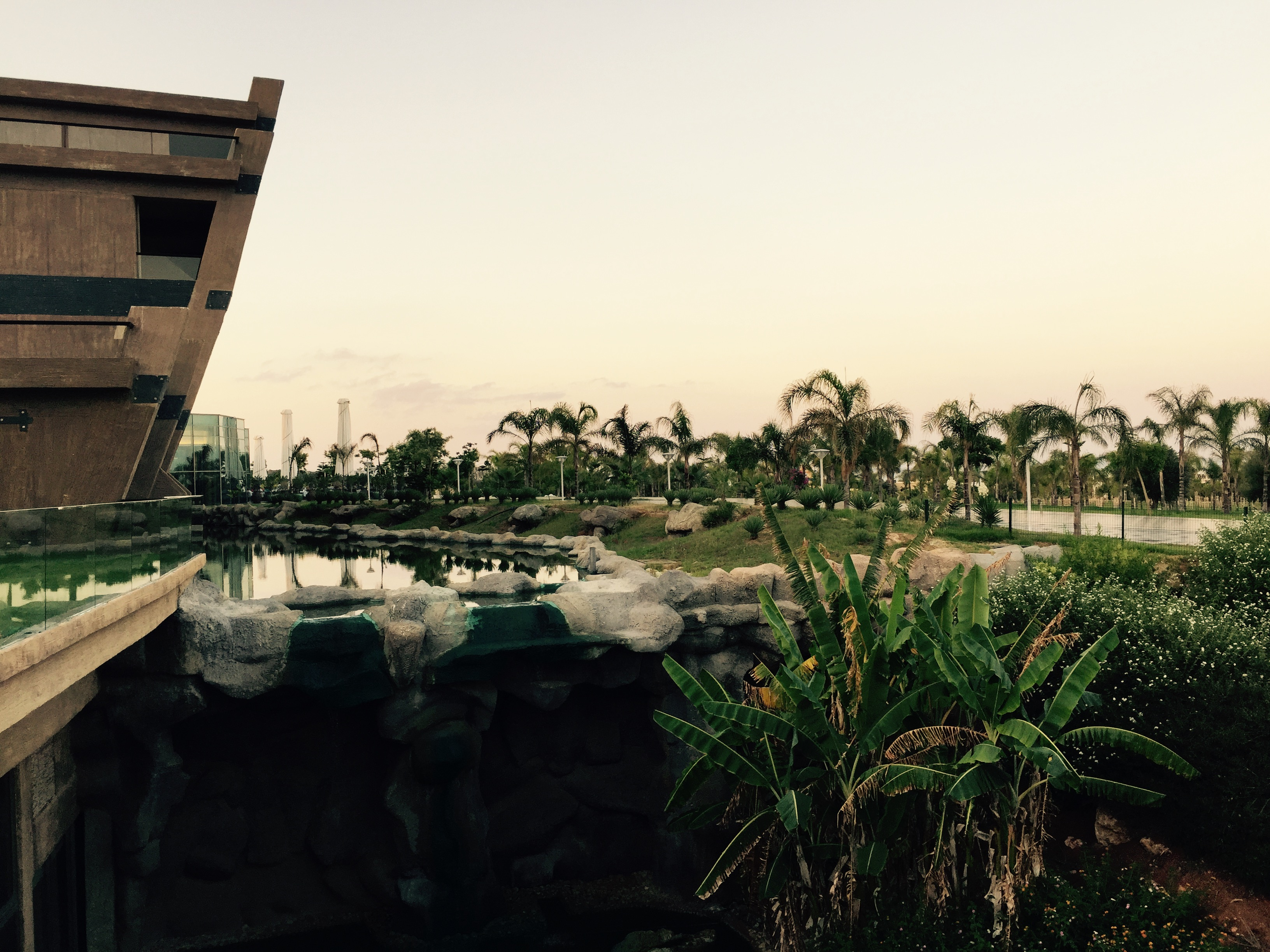
Un lujoso hotel en el Área de Turismo de Vokolida, desarrollado en la década de 2010.

El sector turístico del norte de Chipre ha visto altos niveles de crecimiento constante. 1,23 millones de turistas visitaron el norte de Chipre en 2013, de los cuales 920,000 fueron de Turquía. El número de turistas se había duplicado desde 2006, que vio 570,000 turistas. Los ingresos del turismo fueron de $ 616 millones, en comparación con $ 390 millones en 2009 y $ 288 millones en 2004.
El número de camas turísticas aumentó a 17,000 en 2011.

### Bancario
El sector bancario creció un 114% entre 2006 y 2011. TRNC Development Bank es miembro de la Asociación de Instituciones de Financiación del Desarrollo en Asia y el Pacífico (ADFIAP).

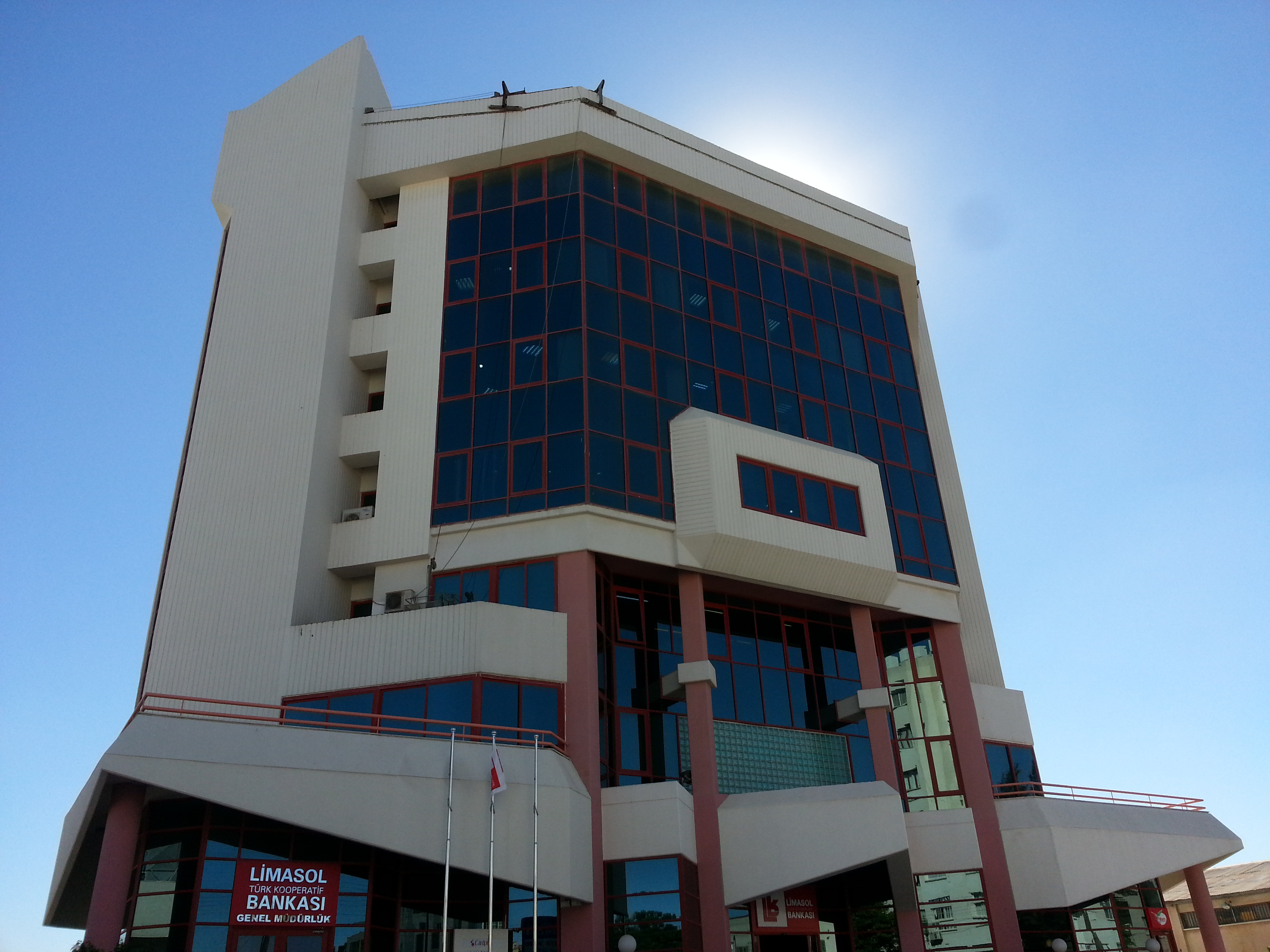
Sede del Banco Cooperativo Turco Limassol en el norte de Nicosia, el centro económico.

### Exportaciones e importaciones
La OMC cuenta estadísticamente los productos del norte de Chipre como productos de Turquía.
En 2014, las exportaciones del norte de Chipre fueron de $ 130 millones, con un aumento del 11,9% desde 2013, y las importaciones fueron de $ 1,51 mil millones, con un aumento del 3,6% desde 2013. El principal socio comercial es Turquía, a partir de 2014, El 64,7% de las importaciones turcochipriotas son de y el 58,5% de las exportaciones turcochipriotas son a Turquía. Los países del Medio Oriente son el destino del 30,3% de las exportaciones turcochipriotas y su participación en las exportaciones del norte de Chipre ha aumentado considerablemente, siendo solo del 17,8% en 2006. La participación de las exportaciones a la Unión Europea ha disminuido considerablemente del 15,0% en 2006 al 6,2% en 2014, mientras que las importaciones de la Unión Europea representaron el 15,5% de todas las importaciones.
El sector agrícola es la fuente de la gran mayoría de los bienes exportados. En 2013, el 32.4% de los productos exportados eran productos agrícolas crudos y el 50.8% productos agrícolas procesados. El 8,7% de las exportaciones fueron minerales, el 3,0% prendas de vestir y el 5,1% otros productos industriales. Los cítricos crudos en sí mismos constituyeron el 19.1% de todas las exportaciones. Los productos exportados más importantes, en orden de ingresos que producen, son los productos lácteos, cítricos, rakı, chatarra, concentrado de cítricos, pollo y papas.
A continuación se muestra una tabla que muestra la distribución de las exportaciones del norte de Chipre por productos:
| Distribución por bienes (USD) | Distribución por bienes (USD) | Distribución por bienes (USD) | Distribución por bienes (USD) | Distribución por bienes (USD) |
| ----------------------------- | ----------------------------- | ----------------------------- | ----------------------------- | ----------------------------- |
|                               | 2007                          | 2008                          | 2009                          | 2010                          |
| Cítricos                      | 22,692,324                    | 20,502,086                    | 13,910,934                    | 27,166,238                    |
| Productos lácteos             | 20,650,394                    | 21,628,852                    | 20,074,239                    | 25,836,381                    |
| Raki                          | 4,482,406                     | 6,653,821                     | 8,413,631                     | 7,669,936                     |
| Chatarra                      | 8,141,653                     | 7,283,664                     | 4,237,831                     | 6,477,316                     |
| Confeccionados de ropa        | 6,790,020                     | 3,727,264                     | 2,326,900                     | 4,022,957                     |
| Concentrado de cítricos       | 3,192,255                     | 662,939                       | 1,746,922                     | 3,007,110                     |
| Yeso                          | 1,894,924                     | 3,927,030                     | 2,490,925                     | 1,889,140                     |
| Productos farmacéuticos       | 955,693                       | 1,009,966                     | 649,465                       | 1,573,599                     |
| Productos de cuero            | 1,269,816                     | 908,411                       | 594,751                       | 461,562                       |
| Otros productos               | 8,975,744                     | 6,354,090                     | 9,002,188                     | 12,579,609                    |
| Exportaciones a Chipre        | 4,639,584                     | 11,006,015                    | 7,615,978                     | 5,746,061                     |
| Total                         | 83,684,813                    | 83,664,138                    | 71,063,766                    | 96,419,909                    |